# Anacyclus
Anacyclus es un género de plantas de la familia Asteraceae. Sus miembros se caracterizan por poseer cabezuelas florales compuestas por muchas florecillas como los aster o caléndulas. Este género se diferencia de otros géneros de asteráceas porque sus especies no poseen látex y cuyos capítulos, solitarios,  poseen flores liguladas y flósculos. El receptáculo tiene escamas, y los frutos externos dos alas.
Las raíces A. pyrethrum se conocen en Europa como "pellitory"  y akrakara en India. Su raíz se importa a países mediterráneos; tiene una poderosa acción irritante estimulante; es un ingrediente de afrodisíacos y estimulantes nerviosos usado en parálisis, hemiplejia y fibromilagia, etc.

## Especies
- Anacyclus alboranensis Esteve-Chueca y Varo Alcalá, 1970
- Anacyclus anatolicus Behçet & Almanar
- Anacyclus australis Sieber
- Anacyclus bethuriae Rivas Goday & Borja
- Anacyclus caerulea' L.
- Anacyclus ciliatus Trautv.
- Anacyclus clavatus (Desf.) Pers.
- Anacyclus homogamos (Maire) Humphries
- Anacyclus inconstans Pomel
- Anacyclus latealatus Hub.-Mor.
- Anacyclus linearilobus Boiss. & Reut.
- Anacyclus maroccanus (Ball) Ball
- Anacyclus monanthos (L.) Thell.
- Anacyclus nigellifolius Boiss.
- Anacyclus pyrethrum (L.) Link
- Anacyclus radiatus Loisel.
- Anacyclus valentinus L.

Fuentes: AFPD,  E+M, UniProt,